# I miei pensieri
I miei pensieri è un album raccolta della cantautrice ed interprete italiana Mia Martini, pubblicata nel 1989 dall'etichetta discografica Ricordi.

## Il disco
È la prima raccolta realizzata dopo il ritorno in scena di Mia Martini al Festival di Sanremo 1989 e contiene alcuni brani della cantante, tra quelli ritenuti meno noti, pubblicati dalla Ricordi tra il 1972 ed il 1975.

### Tracce
1. Neve bianca -  3.13
2. Ma quale amore - 4.00
3. Picnic - 3.45
4. Il guerriero - 3.38
5. Bolero - 4.33
6. Dove il cielo va a finire - 5.15
7. ...E stelle stan piovendo - 3.36
8. Gentile se vuoi - 3.19
9. Tutti uguali - 3.10
10. Piano pianissino - 3.17
11. Padrone - 4.35
12. Donna fatta donna - 3.16
13. Questi miei pensieri - 4.11